# کرکوند
کَرکِوَند شهری از توابع بخش مرکزی شهرستان مبارکه در استان اصفهان است.
این شهر در جنوب غربی استان اصفهان و در فاصله ۶۵ کیلومتری شهر اصفهان قرار دارد. کارخانه فولاد مبارکه در همسایگی این شهر است.
از مکان‌های دیدنی این شهر می‌توان به خانه اربابی، برج‌های کبوتر و امامزاده حلیمه خاتون اشاره کرد.

## نخبگان و مدیران شهر
- دکتر مجتبی بهرامی از اساتید دانشگاه لندن و متخصص کامپیوتر و هوش مصنوعی
- دکتر غلامرضا بهرامی-پزشک و از مدیران مرکز بهداشت و درمان استان اصفهان
- دکتر محمدرضا ملت کرکوندی-دکتری حقوق از دانشگاه تهران و قاضی و نویسنده
- دکتر علیرضا اسماعیلی -دکتری تخصصصی برق دانشگاه تهران مخترع، دانشجو و نخبهٔ نمونه کشوری
- اسماعیل صفیری داور مطرح فوتبال و لیگ برتر
- دکتر فاطمه رفیعی کرکوندی-استاد شیمی دانشگاه الزهرا تهران
- دکتر علیرضا رفیعی کرکوندی-استاد دانشگاه علوم پزشکی مازندران
- دکتر آرش بهرامی-دندانپزشک  مطرح استان
- دکتر محبوبه بهرامی-دندانپزشک
- دکتر احسان بهرامی-پزشک  عمومی استان
- دکتر حمیدرضا محمدی- کار آفرین و دکتری تخصصی مدیریت از دانشگاه علامه طباطبایی تهران
- لطف‌الله ابوطالبی-مدیر جمعیت هلال احمر در شهرستان
- علی بهرامی-مدیر سابق سازمان بهزیستی در شهر اصفهان
- دکتر مجتبی رفیعی کرکوندی-دکتری علوم کامپیوتر از دانشگاه صنعتی شریف و عضو هئیت علمی دانشگاه اصفهان و نخبه علمی کشوری
- مرحوم دکتر مصطفی ملت کرکوندی- دکتری بیوتکنولوژی پزشکی از دانشگاه علوم پزشکی بقیةالله (عج)-برگزیده انجمن نخبگان ایران و کاشف فرمولاسیون دارویی ان استیل سیستئین در درمان بیماران حاد ریوی
- دکتر سعید رفیعی-پزشک عمومی و از مدیران مرکز بهداشت شهرستان
- دکتر مرتضی رفیعی- دکتری تخصصی فیزیک و دانشیار دانشگاه  صنعتی شاهرود
- دکتر مسعود هادی کرکوندی-دکتری تخصصی علوم قرآن و حدیث و از پژوهشگران حوزه علمیه قم
- شهید سردار  اکبر رفیعی معاون گردان لشگر امام حسین استان

## وجه تسمیه
براساس شواهد و مستندات جدید کرکوند از طریق اسکان یک قبیله کوچ‌نشین و به احتمال قوی در دوره مغول به وجود آمده است این مطلب را ساختار دستوری واژه کرکوند که دارای پسوند اتصاف قبیله‌ای و عشیره‌ای است نیز تأیید می‌کند در اسناد و مدارک باقی‌مانده از دوره صفوی به ویژه در طومار شیخ بهایی کرکوند با همین نام آمده است. شواهدی وجود دارد که مرکزیت این محل در اوایل دوره صفویه و پیش از آن در شمال محل فعلی در سمت غرب ده کهنه باغ معروف به باغ نواب بوده است.
در سمت غرب باغ نواب که تا چندی پیش در سال قبل هنوز بعضی از سنگ مزارهای آن موجود بوده است. تاریخ سنگ‌ها و موقعیت محل گویای برجسته خاندان صفوی بنام میرزا رضی نوه دختری شاه عباس اول می‌داند و او همان کسی است که به جرم تصرف در موقوفات بدستور شاه عباس دوم اموالش توقیف و خودش کور شد. خیرآباد ا… قلی خان یکی از محله‌های کرکوند روستائی است که در دوره صفویه به همین نام موسوم بوده است سیاهبوم در آن زمان رمضان آباد و باغشاه یکی از مزارع محله سورچه پائین از روستای دوره قاجار که تابع سمیرم و در اوایل دوره پهلوی خرو دهستان آشیان و تابع لنجان علیا بوده است.

## کشاورزی
زاینده رود به عنوان یک منبع دائمی در سال‌های اخیر با مشکل بی آبی مواجه شده است. اما منابع آبی موقتی دیگری نیز ناشی از ریزش‌های جوی وجود دارد که این آب‌های سطحی موقتی نیز پس از مشروب کردن بخشی از کرکوند از طریق دو مسیل در شمال این شهر به زاینده رود می‌پیوندد.
محصولات کشاورزی این شهر شامل برنج، گندم، جو، پیاز، گوجه، هلو، زرد آلو و.. می‌شود.
متأسفانه به دلیل خشکسالی و آلودگی هوا کشاورزی این منطقه دچار ورشکستگی و روبه نابودی است.

## جمعیت
شهر کرکوند طبق سرشماری مرکز آمار ایران در سال ۱۳۹۵ دارای ۷۰۵۸ نفر جمعیت بوده است.

## جغرافیا
شهر کرکوند متشکل از محلات کرکوند، سیاهبوم، سورچه پائین، خیرآباد و محمدیه در حاشیه جلگه سرسبز زاینده رود و در بین ارتفاعات زاگرس شرقی مابین چاله سنندج به سیرجان بر روی طول جغرافیایی ۴۸٫۵۱ شرقی و عرض جغرافیایی ۲۲٫۳۲ واقع شده و از جنوب به مجتمع فولاد مبارکه، از غرب به شهرستان لنجان، از شرق و شمال به شهرستان مبارکه محدود می‌شود، مسیر ترانزیتی کنار گذر غربی اصفهان از مرکز این شهر است.